# 布盧希爾斯 (康乃狄克州)
布盧希爾斯（英語：Blue Hills）是位於美國康乃狄克州哈特福縣的一個人口普查指定地區。

## 地理
布盧希爾斯的座標為41°48′46″N 72°41′51″W / 41.81278°N 72.69750°W，而該地最高點為海拔高度43米（即140英尺）。

## 人口
根據2010年美國人口普查的數據，布盧希爾斯的面積為3.02平方千米，當中陸地面積為3.02平方千米，而水域面積為0.00平方千米。當地共有人口2901人，而人口密度為每平方千米960人。